# Sunny (musical)
Sunny è un musical del 1925 musicato da Jerome Kern su testi di Oscar Hammerstein II e Otto Harbach. La trama tratta di Sunny, una stella del circo, che si innamora di un ricco playboy, ma entra in conflitto con la sua altezzosa famiglia.

## Produzione di Broadway
La produzione di Broadway, realizzata da Charles Dillingham e diretta da Hassard Short, andò in scena il 22 settembre 1925 al New Amsterdam Theatre ed ebbe 517 rappresentazioni. Il cast era composto da Marilyn Miller (Sunny), Jack Donahue, Clifton Webb, Mary Hay, Joseph Cawthorn, Paul Frawley, Cliff Edwards, Pert Kelton, Moss & Fontana, Esther Howard, Dorothy Francis e la George Olsen Orchestra.

## Canzoni
- "Sunny"
- "Who?"
- "Let's Say Good Night Till It's Morning"
- "D'Ye Love Me?"
- "Two Little Bluebirds"
- "I Might Grow Fond of You"

## Film
Nel 1930 la commedia musicale venne adattata per il cinema con il titolo omonimo diretto da William A. Seiter e con musiche addizionali di Kern. Nel 1941 venne realizzato un remake diretto da Herbert Wilcox. Il primo film fu interpretato da Marilyn Miller, mentre il secondo (con altra sceneggiatura) da Anna Neagle, con Ray Bolger nel suo primo ruolo dopo aver interpretato Scarecrow in The Wizard of Oz.